# Ludárova dolina
Ludárova dolina je údolí na Slovensku, Žilinském kraji, okrese Liptovský Mikuláš v Ďumbierských Tatrách, leží v extravilánu katastru obce Liptovský Ján. 
Odbočuje jihozápadním směrem z údolí Štiavnica, která navazuje na Jánskou dolinu. Protéká jí Ludárov potok, který v závěru údolí ústí do Štiavnice.